# Acrididae

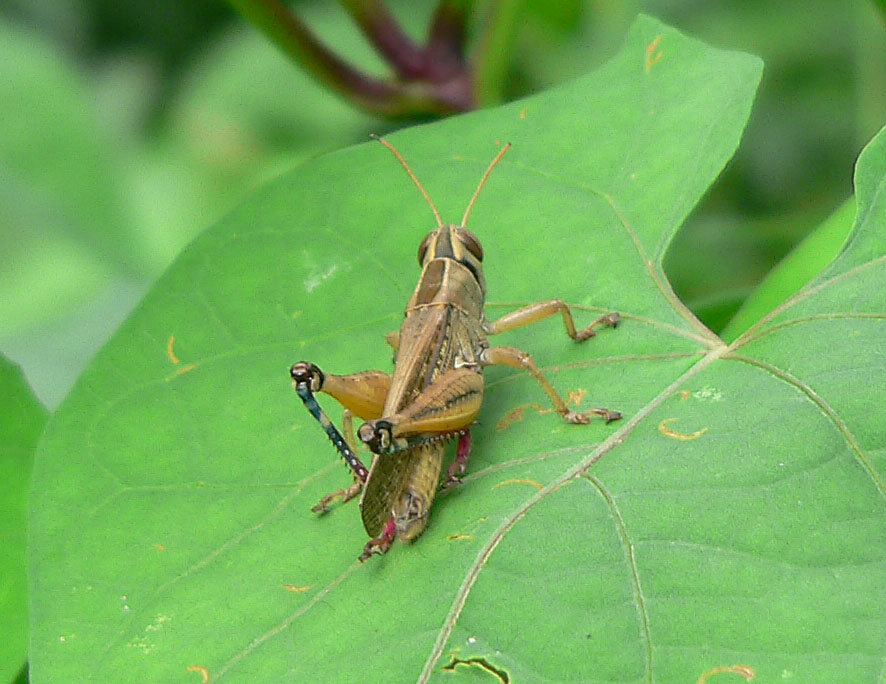
Eyprepocnemis plorans.

Os Acrididae (em português: acrídios), comummente conhecidos como gafanhotos ou saltões, estão entre os insetos terrestres mais conhecidos. São herbívoros e podem ser encontrados em pastagens de todo o mundo, exercendo um papel importante na ciclagem de nutrientes e podendo servir como fonte de alimento para invertebrados e vertebrados.
Muitas espécies desta família são consideradas importantes pragas agrícolas, principalmente quando realizam surtos em grande escala, gerando prejuízos. Entre as mais conhecidas e estudadas, estão as espécies Locusta migratoria (Linnaeus, 1758), Rhammatocerus schistocercoides (Rehn, 1906), Schistocerca cancellata (Serville, 1838) e Schistocerca gregaria (Forskål, 1775). Porém, algumas podem ser benéficas sendo utilizadas como agentes de controle biológico, por exemplo a espécie Cornops aquaticum (Bruner, 1906) que se alimenta de plantas que são pragas de lagos artificiais ou naturais, ou então alimentando-se de ervas daninhas que podem ser prejudiciais para o gado e outros animais, como é o caso da espécie Hesperotettix viridis (Thomas, 1872).
Nos acrídios, é comum encontrar-se algumas espécies que passam o inverno sob a forma de ovo ou ninfa (são insetos paurometábolos), sendo que poucas são as que passam essa estação do ano sob a forma de adulto. Os machos deste grupo possuem uma fileira de pequenos pinos estridulatórios na superfície interna do fêmur posterior, com os quais produzem um som similar ao de um zumbido baixo.

## Portugal
Há cerca de 200 espécies conhecidas de gafanhotos em Portugal.
De acordo com a Lista Vermelha de Grilos, Gafanhotos e Saltões, criada pela União Europeia, a maioria das espécies identificadas em Portugal foi encontrada em prados (51,6% do total) e em matagais (47,3%). Também foram identificadas nas florestas (18,8%), em habitats artificiais, como jardins ou quintas (16,7%), em terrenos rochosos (10,9%) e, ainda, em habitats subterrâneos (7,6%).

## Brasil
No Brasil, podem ser encontrados em regiões florestais; de vegetação aberta, como campos e cerrados; regiões secas, como a Caatinga; e regiões úmidas, como alagados e banhados, sendo a família com maior número de espécies para o país, com mais de 360, distribuídas por 129 gêneros e 10 subfamílias. Os acridídeos são extremamente diversos no seu tamanho e forma corporal, assim como na biologia e ecologia.

## Biogeografia, taxonomia e filogenia
Esta família possui mais de 6.500 espécies válidas, representando a linhagem mais diversa dentro da subordem Caelifera. Provavelmente teve a sua origem no início do Cenozóico, diversificando-se até o final dessa mesma Era. Os principais continentes já se encontravam separados nessa altura, o que sugere que essa dispersão teve um importante papel nos padrões biogeográficos observados nos acrídios modernos. Possui 26 subfamílias, sendo que cinco são cosmopolitas, 14 restritas ao Velho Mundo e sete ao Novo Mundo, principalmente na América Central e do Sul (ver Tabela 1).
Possuem as seguintes características diagnósticas: (1) antenas curtas e robustas, (2) órgãos auditivos (tímpanos) situados na lateral do primeiro segmento do abdómen, (3) tarso com três segmentos e, (4) ovipositor curto. As asas podem ser desenvolvidas, braquípteras, micrópteras ou ausentes. Geralmente, possuem a coloração cinza ou acastanhada, podendo apresentar cores brilhantes nas asas posteriores.
Um recente estudo recuperou a família como monofilética e propôs-se que os acrídios ter-se-ão originado na América do Sul, indo contra a crença de que o centro da sua origem é em África.
| Subfamília          | Número de gêneros | Número de espécies | Distribuição |
| ------------------- | ----------------- | ------------------ | ------------ |
| Acridinae           | 141               | 483                | Cosmopolita  |
| Calliptaminae       | 12                | 92                 | Velho Mundo  |
| Catantopinae        | 341               | 1077               | Velho Mundo  |
| Copiocerinae        | 21                | 90                 | Novo Mundo   |
| Coptacrinae         | 20                | 116                | Velho Mundo  |
| Cyrtacanthacridinae | 36                | 162                | Cosmopolita  |
| Egnatiinae          | 9                 | 36                 | Velho Mundo  |
| Eremogryllinae      | 2                 | 5                  | Velho Mundo  |
| Euryphyminae        | 23                | 87                 | Velho Mundo  |
| Eyprepocnemidinae   | 26                | 159                | Velho Mundo  |
| Gomphocerinae       | 192               | 1274               | Cosmopolita  |
| Habrocneminae       | 2                 | 3                  | Velho Mundo  |
| Hemiacridinae       | 38                | 122                | Velho Mundo  |
| Leptysminae         | 21                | 79                 | Novo Mundo   |
| Marelliinae         | 1                 | 1                  | Novo Mundo   |
| Melanoplinae        | 145               | 1173               | Cosmopolita  |
| Oedipodinae         | 137               | 792                | Cosmopolita  |
| Ommatolampidinae    | 114               | 292                | Novo Mundo   |
| Oxyinae             | 37                | 307                | Velho Mundo  |
| Pauliniinae         | 1                 | 1                  | Novo Mundo   |
| Pezotettiginae      | 2                 | 10                 | Velho Mundo  |
| Proctolabinae       | 29                | 215                | Novo Mundo   |
| Rhytidochrotinae    | 20                | 47                 | Novo Mundo   |
| Spathosterninae     | 3                 | 12                 | Velho Mundo  |
| Teratodinae         | 8                 | 24                 | Velho Mundo  |
| Tropidopolinae      | 11                | 34                 | Velho Mundo  |